# Яр-Салинское
Яр-Салинское — упразднённое муниципальное образование со статусом сельского поселения в Ямальском районе Ямало-Ненецкого автономного округа Российской Федерации.
Упразднено в 2021 году в связи с преобразованием муниципального района в муниципальный округ.
Административный центр — село Яр-Сале.

## История
Статус и границы сельского поселения установлены Законом Ямало-Ненецкого автономного округа от 18 октября 2004 года N 40-ЗАО О наделении статусом, определении административного центра и установлении границ муниципальных образований Ямальского района.

## Население
| 2010  | 2011  | 2012  | 2013  | 2014  | 2015  | 2016  |
| ----- | ----- | ----- | ----- | ----- | ----- | ----- |
| 6928  | ↗6944 | ↗7030 | ↗7203 | ↗7229 | ↗7275 | ↗7339 |
| 2017  | 2018  | 2019  |       |       |       |       |
| ↗7413 | ↗7441 | ↗7533 |       |       |       |       |

## Населённые пункты
В состав сельского поселения входили 2 населённых пункта:
| № | Населённый пункт | Тип населённого пункта       | Население |
| - | ---------------- | ---------------------------- | --------- |
| 1 | Сюнай-Сале       | посёлок                      | ↘437      |
| 2 | Яр-Сале          | село, административный центр | ↗7410     |